# Герб Полевского муниципального округа
Герб Полевско́го муниципального округа — опознавательно-правовой знак Полевского муниципального округа Свердловской области Российской Федерации (наряду с флагом), составленный и употребляемый в соответствии с правилами геральдики, служащий официальным символом муниципального округа как муниципального образования.
Герб утверждён 11 июня 1998 года как «герб муниципального образования „Город Полевской“» и 12 июля 1998 года внесён в Государственный геральдический регистр Российской Федерации с присвоением регистрационного номера 298. Повторно утверждён 8 июня 2006 года как «герб Полевского городского округа».

## Описание
Геральдическое описание герба (блазон) Полевского городского округа гласит:
В серебряном (белом) поле зелёный каменный цветок с коронованной золотой (жёлтой) ящерицей; в левом верхнем углу щита восьмилучевая звезда, а в правом нижнем углу кольцо, соединённое внизу с уширенным крестом: обе фигуры теневого цвета.Решение Думы Полевского городского округа  от 8 июня 2006 года № 212
В соответствии с Методическими рекомендациями по разработке и использованию официальных символов муниципальных образований, утверждёнными Геральдическим советом при Президенте РФ, допускается использование в гербе Полевского городского округа дополнительного элемента — золотой башенной короны о пяти зубцах. Согласно Положению о гербе данный символ также может воспроизводиться в виде главной фигуры — каменного цветка с коронованной ящерицей (без обрамления).

## Обоснование символики
Каменный цветок и коронованная ящерица символизируют особенности городского округа («минеральные богатства уральских недр» и талант местных «мастеровых людей»), нашедшие отражение в произведениях русского писателя Павла Петровича Бажова, чья жизнь и творчество были тесно связаны с городом Полевским — административным центром округа. В левом верхнем углу геральдического щита в виде восьмиконечной звезды изображено клеймо продукции первого Северского железоделательного завода, учреждённое в 1735 году. В правом нижнем углу щита изображён знак Венеры, учреждённый в том же году в качестве клейма слитков Полевского медеплавильного завода.

### Каменный цветок и коронованная ящерица
Город Полевской считается родиной «уральских сказов» Павла Петровича Бажова, в 1892—1895 годах проживавшего вместе с семьёй в Полевском заводе. Завод и его окрестности стали местом действия почти всех сказов автора «Малахитовой шкатулки» и «Ключ-камня». Поэтому помещённые в гербе фигуры цветка и ящерицы являются не только фантастическими образами, заимствованными из фольклора полевских рабочих, но и знаком уважения к творчеству уральского писателя, осуществившего его литературную обработку.
Цветок
Каменный цветок — шедевр, изготовленный из малахита мастером-камнерезом Данилой, главным героем одноимённого произведения Бажова. В составе герба городского округа этот элемент символизирует талант и трудолюбие полевских мастеров. Изображён в виде цветка белены. Зелёный цвет, в который окрашена данная фигура, «соотносится с Венерой, изумрудом, медью и растительным царством», а также отождествляется с малахитом.
Ящерица
Коронованная ящерица — зооморфный образ Хозяйки Медной горы, Малахитницы, являющейся хранительницей и владычицей подземных богатств, покровительницей творческого труда и мастерства, а также одним из центральных персонажей сказов Бажова. По преданию, Хозяйка предстаёт перед людьми то в образе девушки, зрелой женщины или старухи, то в обличье хтонического существа — ящерицы. В фольклоре Урала ящериц «рассматривают как духов горы, которые могут указать на залежи медной руды, малахита и драгоценных камней». В составе герба Полевского изображение ящерицы символизирует богатство недр окрестных гор.

### Знак Венеры и восьмиконечная звезда
Помещённые в гербе изображения знака Венеры (крест, переходящий в окружность) и восьмиконечной звезды восходят к клеймам и печатям Полевского и Северского заводов. Именно вокруг этих предприятий впоследствии образовались южная и северная части города Полевского. Восьмиконечная звезда (знак Северского железоделательного завода) помещена в левый верхний угол геральдического щита, знак Венеры (символ Полевского медеплавильного завода) — в правый нижний угол. Тем самым подчёркивается особенность расположения двух частей города на географической карте: «северная часть выше и правее, южная — ниже и левее». В составе герба указанные фигуры символизируют промышленные истоки поселения, единство двух частей Полевского — северной и южной, и одновременно призваны напоминать об одном из отцов-основателей местных заводов — российским историке, географе и государственным деятеле Василии Никитиче Татищеве, которому также приписывают и разработку их клейм.
В 1734 году Татищев, в то время управлявший уральскими казёнными заводами, принял решение упорядочить клеймение металлов на предприятиях. Спустя год были разработаны 17 образцов клейм железоделательных и медеплавильных заводов Урала, предназначавшихся для их «продукции „сверх мастерского, управительского, годового и пробного клейм“». Ряд исследователей придерживается мнения, что Татищев собственноручно исполнил их эскизы, «ассоциативно используя названия заводов или их производственный профиль».
28 марта 1735 года рисунки заводских клейм и печатей заводских контор были официально утверждены Канцелярией Главного правления Сибирских и Казанских заводов в Екатеринбурге. Таким образом, как отмечает историк Николай Семёнович Корепанов, «каждый завод получил свою простейшую эмблему, свой символ, в некотором роде — свой „герб“».
Знак Венеры
Изображение «знака Венеры» (♀), также известного как «зеркало Венеры», является в том числе астрономическим символом планеты Венеры, который в алхимии традиционно обозначает медь. По всей видимости, этим и объясняется выбор Татищевым данного знака для эмблемы Полевского завода, в основном специализировавшегося на медном производстве. Отдельные исследователи также выдвигают гипотезу, согласно которой «именно знак богини Венеры, которым почти четверть века клеймили полевской металл, и послужил основой для возникновения в народе легенды о Хозяйке Медной горы — полуженщине-полубогине».
Восьмиконечная звезда
Изображение звезды с восемью лучами, использованное Татищевым в качестве эмблемы Северского завода, по одной из версий отождествляется с Полярной (Северной) звездой, а по другой — символизирует розу ветров, где север — главная точка отсчёта сторон света. Исходя из этого данную эмблему можно считать гласной (говорящей), поскольку она прямо указывала на название завода, в котором присутствовало слово «север». Автор герба города Полевского Андрей Владимирович Перфильев предлагает ещё один вариант толкования символики северского клейма: «Первое железо было получено из „падающих звёзд“, и поэтому во многих древних языках железо называлось „звёздным“ металлом. Возможно, В. Н. Татищев имел в виду и этот факт, учреждая клеймо Северского железоделательного завода в виде звезды».
- Клеймо Полевского медеплавильного завода. 1735 год[27].
- Печать Полевского медеплавильного завода. 1737 год[28].
- Клеймо Северского железоделательного завода. 1735 год[27].
- Печать Северского железоделательного завода. 1737 год[28].

После того, как Полевской медеплавильный завод и Северский железоделательный завод были переданы в 1759 году в частное владение горнозаводчику Алексею Фёдоровичу Турчанинову, знак Венеры и восьмилучевая звезда на их клеймах были заменены сначала литерами, а затем — изображением главной фигуры родового герба Турчаниновых — цапли (журавля), держащей в правой лапе камень. В XIX веке данное клеймо ставилось на всех сортах железа и листовой меди, изготовленных в Сысертском горнозаводском округе, к которому на тот момент относились указанные предприятия.

## История создания герба

### Эмблемы советского периода
В 1973 году, в преддверии празднования 255-летия со дня основания Полевского, был объявлен конкурс на лучший проект символики города. Победителем этого конкурса стал художник Владимир Григорьевич Костин, разработавший эмблему, которая включала в себя силуэт каменного цветка и стилизованные изображения труб, реторты и шестерни. Последние три элемента, очевидно, символизировали основные отрасли промышленности города — трубную, машиностроительную и химическую. Данная эмблема так и не стала официальной, поскольку не была доработана в соответствии с замечаниями Свердловского отделения Союза художников, однако впоследствии получила определённое распространение на сувенирной продукции.
С 1981 года городом Полевским использовалась эмблема следующего содержания: «В зелёном окаймлённом золотом щите золотой каменный цветок на каменном основании, обременённом золотыми цифрами 1718; в золотой вершине название города золотом же». Похожее изображение также можно было увидеть на памятном знаке при въезде в город, где цветок имел зелёную с белой каймой окраску (первоначально «на его зелёном фоне имелось силуэтное изображение трёх заводских труб, ели и шахтных сооружений, которые позднее были закрашены»), и на сувенирных значках советского времени. Какие-либо сведения об авторах этих эмблем отсутствуют.

### Проект герба 1993 года
К 275-летию Полевского местные власти провели очередной конкурс проектов городского герба. Среди конкурсных работ в основном преобладали эскизы с изображениями каменного цветка, коронованной ящерицы, а также цапли (знак, которым до 1917 года клеймилась продукция заводов Сысертского горного круга). Идея использования в гербе Полевского последней из перечисленных фигур была отвергнута, поскольку преимущественными правами на включение цапли в свой герб обладал город Сысерть. В итоге своё предпочтение конкурсная комиссия отдала проекту 16-летнего школьника Андрея Перфильева, предложившего поместить в герб города изображения клейм Полевского и Северского заводов. Этот вариант и был утверждён 18 февраля 1993 года Полевским городским Советом народных депутатов в качестве основы для герба города.
Первоначальное описание данного проекта выглядело следующим образом:
Щит окрашен в три цвета — белый, синий, красный. Верхнее поле щита — в белый, нижнее — в красный, левая перевязь — в синий. В центре щита расположены каменный цветок зелёного цвета с жёлтой каймой, обременённый жёлтой ящерицей с жёлтой короной. <…> На белом поле расположено клеймо продукции Северского железоделательного завода <…> — восьмиконечная узколучевая звезда. <…> На красном поле расположен знак Венеры (с расширенными концами на крестообразной части) — клеймо слитков Полевского медеплавильного завода (первого завода в г. Полевском). Северная и южная части города Полевской разделены рекой Полевой. В знак этого белое и красное поля разделены синей перевязью.Официальные символы Свердловской области и составляющих её муниципальных образований
В версии 1993 года также использовались дополнительные элементы: геральдический щит венчала древняя царская корона и обрамлял венок из зелёных сосновых ветвей, перевитых Александровской лентой. Под оконечностью щита, на ленте, была помещена надпись золотом — «1718» (год основания города).

### Герб 1998 года
В 1998 году, накануне празднования 280-летия со дня основания Полевского, был разработан новый герб города. Необходимость его создания была обусловлена тем, что прежний герб не соответствовал правилам геральдики и не мог пройти регистрацию в Геральдическом совете при Президенте РФ. В данном варианте, который, в отличие от символов других городов области, создавался без участия Уральской геральдической ассоциации (УрГА), остались сохранены элементы прежних эмблем Полевского, включая изображения заводских клейм.
Новый герб был официально утверждён 11 июня 1998 года Думой муниципального образования «Город Полевской» и 12 июля 1998 года внесён в Государственный геральдический регистр под номером 298. Позднее он был также внесён УрГА в Регистр официальных символов Свердловской области под номером 1 (по разряду территориальных символов).
8 июня 2006 года, в связи с присвоением муниципальному образованию статуса городского округа, Дума приняла новое Положение о гербе. Графическое изображение герба при этом осталось неизменным.